# Palazzo del Monte di Pietà (Barletta)
Il Palazzo del Monte di Pietà, a volte indicato anche come Palazzo della Prefettura o Palazzo del Governo, è un edificio storico della città di Barletta, attualmente sede della prefettura. 
È situato in via Cialdini, in pieno centro storico.

## Storia
Il palazzo nacque poco dopo l'edificazione della Chiesa del Monte di Pietà, sul finire del 1600.
La costruzione avvenne per opera dei frati Gesuiti di Cerignola, grazie a cospicue donazioni di facoltosi nobili Barlettani.
Ha ospitato nei secoli sia l'ente caritatevole, che numerosi istituti per orfani e per scolaresche femminili.
Oggi appartiene all'Arciconfraternita del Real Monte di Pietà e dal 2009 risulta essere il Palazzo di Governo della sesta provincia Pugliese.
Al suo interno sono riposti innumerevoli oggetti d'arte, tra i quali spicca una scultura lignea dell’Angelo in Estofado de oro (h.1,90) che, dopo anni di restauri presso i laboratori della Soprintendenza di Bari, è stata riportata al suo antico splendore, anche grazie all'intervento della Prefettura.

## Architettura
La facciata principale è marcatamente barocca, con decorazioni e particolari pregiati.
La facciata principale si compone di 10 finestre e di una balconata monumentale.
La parte superiore non fu mai completata ed è giunta a noi senza decorazione alcuna.
L'ingresso conduce a una corte di media grandezza. 